# 223省道 (上海市)
223省道，即马卫线，是上海市一条省级公路，分别经过闵行区、金山区两个区域。223省道现有路段分为两段：北段位于闵行区，全长共计1.857千米，即昆阳路的一段（北起北松公路，南至剑川路）；南段位于金山区，即浦卫公路金山段及金山大道（K29+056—K45+199），该段长度为16.143千米，但该段中港漕公路至规划漕卫公路（长3.068千米）已纳入中华人民共和国228国道。